# Božjakovina
Božjakovina je mjesto u Zagrebačkoj županiji, općina Brckovljani, smješteno uz državnu cestu Dugo Selo – Vrbovec, 2 km istočno od Dugog Sela.

## Ime
Ime Božjakovine je na mađarskom jeziku Bozsjákó.

## Povijest
Područje današnje Božjakovine prvi put se spominje oko 1209. pod nazivom "zemlja Svetog Martina" (terra sancti Martini). Samo ime mjesta dolazi od crkvenog reda božjaci, odnosno templari.
Herceg Andrija je početkom XIII. stoljeća tu zemlju oduzeo zagrebačkom županu, izuzeo ju ispod vlasti zagrebačke tvrđave i darovao varaždinskom županu Kračunu (Crakon Valpot). Budući da je Kračun kasnije iznevjerio Andriju kao kralja, Kračun je bio pogubljen, a zaplijenjenu zemlju Svetog Martina Andrija II. je darovao crkveno-viteškom redu Templara.
U gradu se nalazila tvrđava Božjakovina (castrum Bosyaco), uz koju je kasnije ban Matija Gereb dao sagraditi više gospodarskih zgrada. Potom je ovaj grad s tvrđavom dao ograditi palisadama s četiri bastiona, a radi bolje obrane, bila su dvoja ulazna vrata, iznad kojih je dao izgraditi obrambene tornjeve.
Templari su posjedovali Božjakovinu preko 100 godina, a u tom vremenu su sagradili "domus Sancti Martini miliciae Templi”, odnosno “kuću Svetog Martina vojske Hrama" kojom je upravljao preceptor što je bila uobičajena praksa za sve njihove posjede. Danas se još uvijek ne može sa sigurnošću odrediti točna lokacija tog samostana.
Ukidanjem templara 1312. godine Božjakovinu su naslijedili ivanovci koji se kao "vlasnici Sv. Martina" spominju 1320. godine. Nestankom vitezova ivanovca koji su početkom 16. st. na našim prostorima uglavnom izginuli u borbama s Turcima, Božjakovina prestaje biti pod njihovom vlašću.
Od 1471. do 1489. njome vladaju hrvatski banovi Blaž Podmanicki, Matija Gereb i Ladislav od Egervara.
1517. se godine prvi put spominje kao castellum Bosyakowyna; dotad je bila u latinskim izvorima uvijek bilježena kao Bosyako, Bosiako. (kao castrum Bosyako 1510. g. i castellum Bosyako 1525. g.). Taj kaštel danas više nema traga. Bio je dijelom sklopa vlastelinskih zgrada. Nalazio se uz rječicu Zelinu; zapadno od njega se nalazio most (srušen 1945.). Iznimno je postao značajnim bio nakon što su Turci zauzeli Čazmu i Dubravu 1522. godine. To je išlo do te mjere da se je od tada kaštel smatrao dijelom obrambenog sustava Zagreba i Hrvatske, a Hrvatski sabor je od onda sljedećih desetljeća višekratno donio odluke kojim se moralo utvrditi kaštel. Prvi put je spaljen 1591., kasnije je bio obnavljan, a napušten od 18. stoljeća. Bio je drven vrste wasserburg.
U kasnijem razdoblju su Božjakovinom upravljali mnogi feudalci; Tahi, Karlović, Zrinski, Janković, Oršić, Drašković, te na kraju državna uprava Kraljevina Hrvatske i Slavonije, koja je 1890-tih od privatnika kupila to imanje za svotu od preko milijun forinti i pokušala urediti uzorno državno poljodjelsko dobro i perivoj po ugledu na ostale carske perivoje, ali koje je predstavljalo velik gubitak u državnoj blagajni, koji se pokušao otkloniti u sljedećim desetljećima. Iz dobra Božjakovina imala se po zakonu financirati Šumarska akademija u Zagrebu (osnovana 1898.). Između dva svjetska rata Božjakovina je bila središte za školovanje kadrova u poljodjelstvu i domaćinstvu. U Božjakovini je radila i tvornica špirita koja je prestala s radom u 60 tima godinama 20 stoljeća. Tvornica špirita imala je vlastito željezničko tovarište. Silosi u Božjakovini izgrađeni su 1933. godine.
Slovenski časopis za trgovinu, industriju i obrt navodi da će Ravnateljstvo Zemaljskog dobra Božjakovina prodati 300 lil (mjera nepoznata) špirita u septembru 1924 godine. Silosi na Zemaljskom dobru Božjakovina izgrađeni su 1933. godine. Božjakovački vinograd spominje se i u Krležinom djelu "Povratak Filipa Latinovića".
U dvorcu Draškoviću u Božjakovini potpisan je i sporazum Cvetković-Maček 1939. godine. 
Glavna kuharica na proslavi potpisivanja pakta bila je božjakovčanka Marica Sedlar koja je stanovala u dvorcu kao i njezin suprug Joža koji je bio Božjakovečki poštar.
U 18. st. je sagrađen novi dvorac (današnji dvorac u Božjakovini), koji je po svojstvima bliže kuriji, a od 1941. do 1944 njegov upravitelj bio je Slavko Kolar. Stari dvorac koji je bio u Božjakovini se zvao dvorac Blahimir. Dvorac je udaljen oko 200 metara od rijeke Zeline. Krov dvorca obnovljen je od strane Zavoda za zaštitu spomenika kulture 2016. godine.
U dvorcu je stanovao i generalni direktor Agrokombinata Zagreb Ante Todorić. Kasniji direktor dobra Božjakovine bio je dipl.ing Zvonimir Holik.
Park u kome se dvorac nalazi uređen je po uzoru na park Laxenburg koji se nalazi kraj Beča, a prvotno ga je uredio slovenski botaničar.
U Parku su rasle magnolije, sekvoje, crni orah, kesteni, ginko biloba, platane, jorgovani, maćuhice, kockavice, pterokarije, tulipanovci, kalifornijska toreja, maklura.
Ciril Jeglič je u početkom 1932 preuzeo vođenje novoustanovljene srednje Vrtlarske škole u Božjakovini. Ta škola bila je prva obrazovna ustanova te vrste u Hrvatskoj. Dvogodišnji vrtlarski tečaj u Božjakovini započet je 1931. godine. Nastavnik je bio Ciril Jeglić slovenski pejzažni arhitekt, član odbora Hortikulturnog društva. To je bio začetak nastanka vrtlarske škole u Božjakovini koja je nastala za vrijeme uprave ing. Dragana Tomića. Škola je počela s radom 1932. godine. Dragan Tomić je obavljao direktorsku službu od 1932 do 1939 godine.
Fran Žaver Kesterčak, hrvatski šumarski stručnjak rođen 1856. kao profesor uzgajanja šuma nastojao je urediti arboretum i šumsko pokusni vrt koji se počeo uređivati u Božjakovini.
U parku se nalazi ogromna sekvoja visine oko 30 metara. Novoposađeni su hrastovi, lipe, gorski javor i druge sadnice. Uređenje parka i sadnja počela je 2013./2014. godine.  Parkom su šesdesetih godina 20. stoljeća hodali paunovi uz brojne jorgovane i magnolije, te trešnje. U parku uz rijeku Zelinu rasle su i zaštićene kockavice. Uz dvorac raste veliko drvo tulipanovca. U rijeci Zelini obitavaju klenovi  (squalius cephalus), štuke (esox lucius), cvergli (patuljasti somići s bodljom),osmobojke (karasice), bjelke, širombjelke, ostriži (bandari ili grgeči), krapići (patuljasti šarani), piškuri, linjaci, jegulje, babuške i riječni rakovi. Uz zelinu rasle su zaštićene kockavice (lat. fritillaria Meleagris L).
Šumarsko -botanički vrt Šumarske akademije u starom perivoju Zemaljskog dobra Božjakovina zapremao je površinu od 22 jutra.
Vrt je uređen po uzoru na engleske parkove, jedan dio je bio određen za šumsku floru, a drugi dio vrta za cjelokupnu hrvatsku floru.
Park je u neposrednoj blizini rijeke Zeline u dijelu naselja koje je imalo naziv Pehlin. Lijevo u odnosu na tok rijeke Zeline nalazi se dio naselja pod nazivom Trešnjevka, a desno uz prugu dio naselja pod nazivom Čičok.
U Božjakovini je postojala Kapelica Sv. Ivana Nepomuka (Capella S. Ioannis Nepomuceni prope castellum Bosiakovina, ad fluvium Zelina, penes pontem). Dala ju je izgraditi 1744. Katarina Drašković rođena Brandis porijeklom iz Maribora. 
Katastra zemljišta iz 1862. ju nalazi kao posvećenu Svetom Stjepanu. Kapela je srušena 1970. tih godina. Planira se njena ponovna izgradnja.

## Stanovništvo
| broj stanovnika | 75    | 45    | 38    | 103   | 228   | 220   | 257   | 226   | 263   | 298   | 285   | 265   | 275   | 227   | 216   | 178   | 144   |
|                 | 1857. | 1869. | 1880. | 1890. | 1900. | 1910. | 1921. | 1931. | 1948. | 1953. | 1961. | 1971. | 1981. | 1991. | 2001. | 2011. | 2021. |

## Spomenici i znamenitosti
- Kurija (gostionica)
- Kurija Dvorišće
- Park u Božjakovini[7]
- U prošlosti:
  - Tvrđava Božjakovina
  - Kaštel u Božjakovini

## Poznate osobe
Glumica i pjevačica Fanika Haiman rođena 1871 u Božjakovini godinama je nastupala u Zagrebačkom
Hrvatskom Narodnom Kazalištu.
U Božjakovini živi i radi akademski slikar Velimir Trnski. U Božjakovini je živio javni bilježnik Krešimir Copić.

## Vanjske poveznice
- Gospoštija Božjakovina  Arhivirana inačica izvorne stranice od 14. siječnja 2010. (Wayback Machine), templari u Božjakovini
- Dvorci.hr  Arhivirana inačica izvorne stranice od 3. kolovoza 2020. (Wayback Machine) dvorac Drašković u Božjakovini